# Derek Parfit
Derek Parfit, britanski filozof, 11. december 1942, Čengdu, † 1. januar 2017, London. 
Ukvarjal se je z vprašanji osebne identitete, racionalnosti in etike. Velja za enega najpomembnejših in najvplivnejših moralnih filozofov 20. in 21. stoletja.  Parfit je zaslovel leta 1971 z objavo svojega prvega članka "Osebna identiteta". Njegova prva knjiga, Razlogi in osebe, je bila opisana kot najpomembnejše delo moralne filozofije po 19. stoletju. 

## Življenje

### Mladost in šolanje
Parfit se je rodil leta 1942 v kitajskem mestu Čengdu kot sin Jessie in Normana Parfita, zdravnikov, ki sta se preselila na zahodno Kitajsko, da bi poučevala preventivno medicino v misijonarskih bolnišnicah. Družina se je približno leto po Parfitovem rojstvu vrnila v Združeno kraljestvo in se naselila v Oxfordu. Parfit se je izobraževal na kolidžu Eton, kjer je bil skoraj vedno najboljši v razredu pri vseh predmetih, razen pri matematiki. V Etonu se je prvič srečal s filozofijo, ki je postala predmet, ki ga je najbolj veselil. Že od malih nog si je prizadeval postati pesnik, a je poezijo proti koncu mladosti opustil. Po končanem študiju na kolidžu Eton je študiral sodobno zgodovino na kolidžu Balliol v Oxfordu in diplomiral leta 1964. V tistem času pa se je ukvarjal z različnimi novinarskimi dejavnostmi.V letih 1965 in 1966 je prejemal Harknessovo štipendijo na univerzah Columbia in Harvard. Med štipendijo je opustil zgodovinske študije zaradi filozofije. Do konca stoletja so se tako Parfitovi interesi osredotočili na dve glavni temi. Prva tema je bilo vprašanje ali se tri velika filozofska razumevanja etike – konsekvencializem, pogodbenizem in kantianizem – na koncu ne bi mogli pokazati kot različni izrazi istega položaja. Druga tema pa je brezkompromisni realizem, o katerem razlaga v tridelnem delu On What Matters. Naslednja faza Parfitove filozofske poti je bila tista, v kateri se je postopoma spremenil v metaetika. Vedno ga je preganjala misel, da ima Harejev preskriptivizem za posledico, da nič ni zares pomembno. Parfit se je zato začel boriti proti tovrstnemu metaetičnemu nihilizmu z vso močjo, ki jo je premogel. Knjiga On what matters pa je bila rezultat tega. V prvi knjigi sploh ni bilo govora o metaetiki, vse je normativna etika in edina upoštevana etična perspektiva je konsekvencalizem, ki pravico utemeljuje v dobrem. Druga knjiga pa vsebuje metaetiko in teorijo razlogov.

### Kariera
Parfit se je vrnil v Oxford in postal član All Souls College, kjer je ostal do svojega 67. leta, do smrti pa je občasno poučeval na Harvardu, NYU in Rutgersu. V svoji karieri je pogosto objavljal članke, njegov prvi objavljen članek pa je bil o naravi osebe ali osebni identiteti. Ta članek, objavlen v Philosophical Review leta 1971, je temelj velikega deleža njegovih del. V svojih prispevkih pa velikokrat govori o bizarnih namišljenih scenarijih, kot je na primer, da bi lahko svoj um razdelil na dva tokova. To, da tokov ne bi mogel več združiti, bi to pomenilo, da sta zdaj dve osebi v enem telesu. Znan pa je bil po tem, da se je v vseh svojih delih nanašal še na ostale filozofe, in jim svoja dela pošiljal v pregled, če bi tudi sami radi kaj dodali ali spremenili.

### Fotografija
Parfitovo življenje se je vrtelo okoli dveh povsem nasprotnih interesov. Prvi je bil filozofija, drugi pa fotografija, pri čemer je slednja veljala za poklicno dejavnost. Čas in pozornost, ki ju ni namenil filozofiji, je posvetil fotografiji. Po napornem dnevu, ko se je ukvarjal s filozofijo, se je pozne ure (od 23.00 do 1.00) ukvarjal s svojimi fotografijami.
Parfitove fotografije, na katerih so bile skoraj vse fotografije Sankt Peterburga ali Benetk, so bile umetniška dela, ne le v smislu, da so bili namenski izdelki estetske vrednosti, temveč v smislu, da jih je spreminjal, najprej z ročnim retuširanjem (ki ga je opravil strokovnjak), pozneje pa elektronsko, tako da so oblike stavb postale bolj estetsko prijetnejše. Stvari so bile videti tako, kot bi morale biti. Poleg tega je odstranil ljudi (in vse znake dvajsetega stoletja), tako da niso odvračali pozornost od stavb.
Po Parfitovi smrti je Muzej dediščine v Sankt Peterburgu izrazil zanimanje za razstavo njegovih del, vendar le, če bi bilo mogoče pripraviti poročilo o njegovem delu in razmerju med filozofijo in fotografijo. Na žalost se je izkazalo, da je takšno pojasnilo zelo težko podati.
Eno izmed sklepanj je, da se je Derek začel ukvarjati s fotografijo, ker je mislil, da mu primanjkuje vizualnega spomina, fotografije pa naj bi mu služile kot nadomestek le-tega.

## Dela

### Reasons and Persons
V Reasons and Persons je Parfit predlagal, da je nereligiozna etika mlado in plodno področje raziskovanja. Postavljal je vprašanja o tem, katera dejanja so pravilna ali napačna, in se izogibal metaetiki, ki se bolj osredotoča na logiko in jezik. V I. delu knjige Reasons and Persons je Parfit razpravljal o samouničujočih moralnih teorijah, in sicer o racionalni teoriji lastnega interesa in dveh etičnih okvirih: zdravorazumski morali in konsekvencializmu. Predpostavil je, da je lastni interes prevladujoč v zahodni kulturi že več kot dve tisočletji in se je pogosto povezal z versko doktrino, ki združuje osebni interes in moralo. Lastni interes zahteva, da je vedno naša najvišja razumska skrb, nam naroča, naj zagotovimo, da bo vse naše življenje potekalo čim bolje in zato postavlja časovno nevtralne zahteve. Na podlagi tega bi bilo neracionalno delovati na načine, za katere vemo, da bi jih kasneje raje razveljavili.

### On What Matters
On what matters je drugo delo, ki ga je Parfit izdal. V njem Parfit trdi o moralnem realizmu in vztraja pri tem, da imajo moralna vprašanja tako resnične kot lažne odgovore. V knjigi pa zatrjuje tudi to, da imajo premožni ljudje moralne obveznosti do revnih.

### Izbor del
- "Personal Identity". Philosophical Review. vol. 80: 3-27
- "Is Common-Sense Morality Self-Defeating?" The Journal of Philosophy, vol.  76, pp. 533–545, October.
- Reasons and Persons. Oxford: Clarendon Press
- "Reasons and Motivation". The Aristotelian Soc. Supp., vol 77: 99–130.
- "Normativity". Oxford Studies in Metaethics, vol. I. Oxford: Clarendon Press.
- On What Matters, vols. 1 and 2. Oxford University Press.
- On What Matters, vol. 3. Oxford University Press.

V slovenščino je prevedeno delo "Osebna identiteta" (Analiza : časopis za kritično misel. Letn. 5, št. 1/2, 2001, str. 107-125).